# Bielenie drzew owocowych

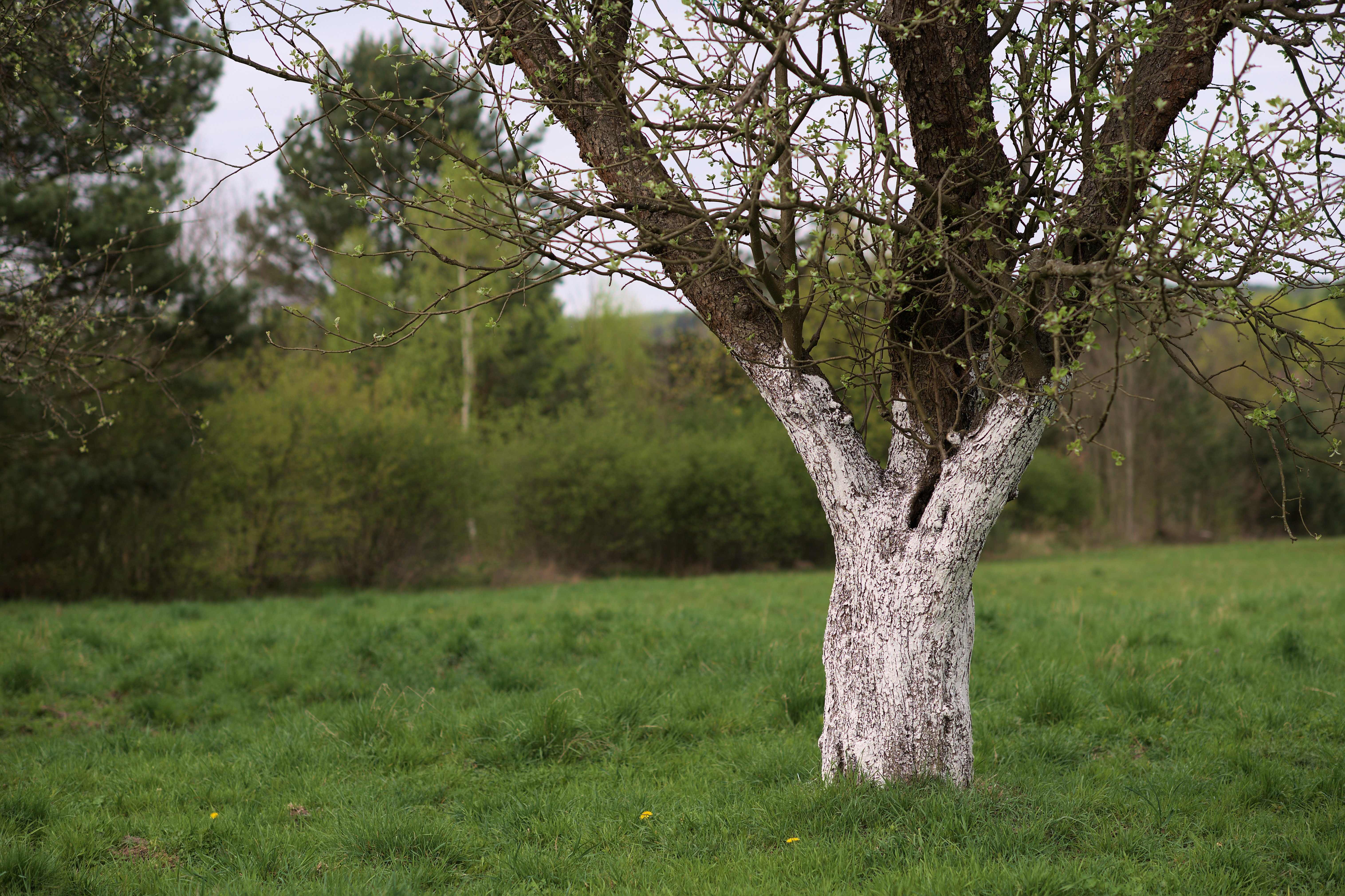
Jabłoń z bielonym pniem

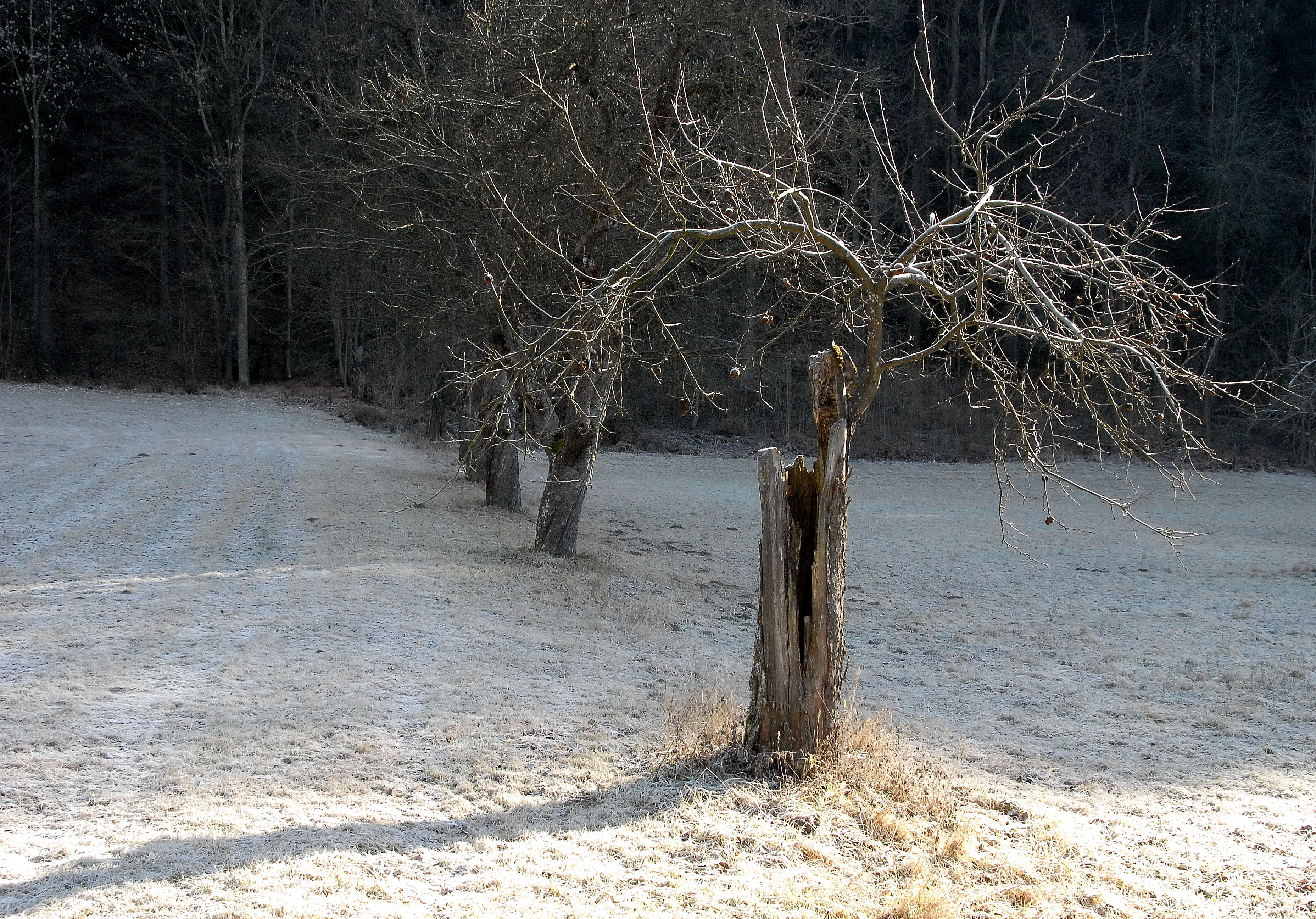
Stare jabłonie w zimowym sadzie (Winklern, Austria)

Bielenie drzew owocowych – zabieg pielęgnacyjny stosowany w sadownictwie, służący ochronie drzew owocowych zimą i wczesną wiosną przed rozgrzewającym działaniem promieni słonecznych. Zabieg polega na pokrywaniu pni, a także grubszych gałęzi, szczególnie konarów, białą farbą. Bieli się również niektóre krzewy owocowe, zwłaszcza te o wyraźnym pniu, niezacienionym przez gałązki.

## Powody i czas bielenia
Ten sam zabieg bielenia jest wykonywany z dwóch powodów, a jego skuteczność powinna trwać od stycznia do maja.
- Zimą bielenie zapobiega mrozowym uszkodzeniom powierzchni roślin, czego objawem może być pękanie kory i tworzenie się tam ran zgorzelinowych,
- Wiosną bielenie opóźnia początek wegetacji (poprzez spowolnienie obiegu soków w roślinie), zapobiegając wpływowi przymrozków na newralgiczne części roślin (kwiatostany, zawiązki owoców).

Zabieg najwygodniej wykonać późną jesienią, już po okresie intensywnych opadów deszczowych, a jeszcze przed porą mrozów, najlepiej w grudniu, w ostateczności na początku stycznia, szczególnie że w styczniu, po zazwyczaj pochmurnym grudniu, zaczynają się pojawiać coraz częściej bezchmurne dni, a wraz z rosnącą długością dnia i wysokością słońca na niebie wzrasta rozgrzewający wpływ słońca na ciemne części roślin w dzień. Rozgrzanie kory powoduje bowiem rozhartowanie tkanek, które wybudzają się ze stanu uśpienia (zmieniają się stosunki wodne w komórkach i przestrzeniach międzykomórkowych), a przez to stają się podatne na przemarznięcie, zwłaszcza po ustaniu operacji słonecznej przy mroźnej pogodzie. Przemarznięte tkanki obumierają, kora rozpada się powierzchniowo lub razem z miazgą (odporniejszą od kory), po czym oddziela się od bielu drewna, który też może ulec przemarznięciu, a na wiosnę miejsca te stają się najbardziej narażone na działanie wirusów, bakterii i pasożytów.

## Miejsca bielenia
Różne części roślin o różnej porze i na różną długość czasu zapadają w stan uśpienia.
Najbardziej wrażliwe na rozhartowanie są komórki kory w tej części rośliny, która jest uśpiona najkrócej, czyli położona najniżej, tak więc pokrywane farbą powinny być przede wszystkim podstawy pni, dalej same pnie oraz nasady konarów, ewentualnie większe części konarów, jeżeli roślina rozwidla się nisko. Położone wyżej gałęzie są najbardziej odporne na przemarzanie, w związku z czym nie ma powodu do bielenia drzew w całości.
Bielenie jest konieczne tylko z tych kierunków, z których docierają promienie słoneczne, przy czym rośliny zazwyczaj najbardziej nagrzewają się od strony południowo-zachodniej, tak więc przede wszystkim tam trzeba zadbać o dokładne wykonanie powłoki. Malowanie roślin od strony północnej (jak również innych zacienionych kierunków) jest zbędne, ma znaczenie wyłącznie dekoracyjne.

## Metody bielenia
Zabieg bielenia wykonuje się metodą malowania grubym pędzlem (a w przypadku rozwiniętej powierzchni kory nawet szczotką) lub metodą natryskową – ta druga metoda jest szybsza i dokładniejsza, szczególnie przy bardziej rozwiniętej powierzchni kory, ale za to pochłania więcej farby. Natryskiwać można tymi samymi opryskiwaczami, które są stosowane do środków ochrony roślin czy nawożenia dolistnego. Najczęściej jako farbę stosuje się wodną zawiesinę wapna, gdyż jest to najtańszy, ale zupełnie wystarczający materiał. Najlepsze jest wapno palone lub świeżo gaszone (farba dodatkowo utwardza się po wymalowaniu, przyjmując z powietrza dwutlenek węgla). Wapno miesza się z wodą w proporcji ok. 5:1, aby uzyskać konsystencję mleka (przy natryskach) lub śmietany (przy malowaniu). Farba do bielenia bywa wzbogacana o składnik spowalniający zmywanie powłoki – np. glinę, krowieniec, mąkę, klej czy farbę emulsyjną. Zamiast wapna stosowane są też inne podobne białe substancje, z których najpopularniejsza jest kreda. Jeżeli farba zostanie zmyta przed wiosną, konieczne jest powtórne malowanie. Lepszą metodą, bo wystarczającą na więcej niż jeden sezon, jest stosowanie dowolnej farby emulsyjnej, ale jest to metoda na tyle droga, że mająca zastosowanie tylko w niewielkich uprawach, np. w przydomowych sadach czy na działkach.

## Nieporozumienia dotyczące bielenia
W sprawie efektów bielenia pni panuje kilka mylnych poglądów.
- Nie jest słuszne twierdzenie, że bielenie drzew jest potrzebne dopiero na wiosnę. Wprawdzie bielenie zapobiega wtedy przedwczesnemu uruchomieniu soków w roślinie, skutecznie opóźniając początek wegetacji, co chroni roślinę, a szczególnie jej kwiatostany i zawiązki owoców przed przymrozkami, jednak zabieg bielenia jest konieczny już dużo wcześniej, czyli na początku zimy, w celu zapobiegania także uszkodzeniom mrozowym kory.

- Mylne jest domniemywanie, że wapno zabija zarazki i pasożyty. W rzeczywistości ani wapno, ani kreda czy inne substancje stosowane do bielenia nie mają takiego działania, a ponadto w korze zimują tylko nieliczne rodzaje patogenów.

- Nie jest prawdziwe twierdzenie, że kora pęka w wyniku różnicy naprężeń mechanicznych po obwodzie pnia pomiędzy nagrzaną i nienagrzaną częścią kory. Tak nie jest, ponieważ kora jest mocno związana (zrośnięta) z resztą rośliny i nie ma możliwości przesuwania się kory względem którejś ze znajdujących się pod nią warstw. Te uszkodzenia mrozowe roślin, którym zapobiega się poprzez bielenie, występują tylko w wyniku przemarznięcia komórek kory pobudzonych do życia, ponieważ takie komórki stają się nawodnione, przez co stają się podatne za zamarznięcie, co doprowadza do ran zgorzelinowych. Bielenie drzew chroni tylko przed tym typem uszkodzeń. Natomiast uszkodzenia innego typu i o wiele rzadsze, czyli spotykane czasami pęknięcia mrozowe, czyli pęknięcia pni i (rzadziej) najgrubszych konarów drzew w wyniku szczególnie dużego i szybko pojawiającego się mrozu, są uszkodzeniami mechanicznymi znacznie głębszymi niż w warstwie korowej (nawet do środka pnia), na znacznie większej długości i z różnych stron pnia, także od strony północnej. Są one spowodowane spadkiem (a nie wzrostem) temperatury w warstwie przykorowej, czyli przyczyną odwrotną do tej, której zapobiega się metodą bielenia.

## Metody alternatywne
Alternatywną metodą względem malowania pni, dającą ten sam skutek, jest osłanianie pni białym, odbijającym światło, ale jednocześnie oddychającym materiałem jak papier, tektura falista lub agrowłóknina (ale nie folia plastikowa, która jest nieprzewiewna). Agrowłóknina powinna być dostatecznie gruba, aby w całości odbijała światło, gdyż cieńsza, stosowana do ocieplania grządek, przynosi odwrotny skutek (przepuszcza promienie słoneczne i zatrzymuje ciepło), papier natomiast i tektura mogą okazać się nietrwałe z powodu rozmoknięcia.
Stosowana jest również słoma (np. w postaci mat słomianych), która pomimo tego, że jest ciemniejsza, a przez to bardziej nagrzewająca się od słońca, to z racji swojej grubości ma własności izolujące termicznie. Słoma była zresztą pierwszym materiałem zabezpieczającym (ocieplającym) drzewka, o czym można przekonać się na wielu obrazach przedstawiających zimowe wiejskie krajobrazy. Dziś można tę metodę stosować w celach zabezpieczających, a jednocześnie dekoracyjnych. Okrywa słomiana (przypominająca chochoł) powinna być jednak stosowana rozważnie, szczególnie w przypadku młodych drzewek, gdyż zastosowana zbyt wcześnie może spowodować, że roślina zbyt późno przejdzie w stan uśpienia – lepiej stosować ją dopiero po nastaniu mrozów (dotyczy to również pozostałych okryw). Okrywy takie powinno się stosować dostatecznie późno również dlatego, aby nie zagnieździły się w nich szkodniki szukające miejsca do przezimowania, jak owady czy gryzonie. Takie okrywy zabezpiecza się czasami dodatkowo także deskami i obwiązuje całość drutem, aby przeciwdziałać wygryzaniu słomy przez zwierzęta (chroni się w ten sposób również samą korę). Stosowanie ochrony innej niż malarska jest czynnością bardziej pracochłonną, ale za to jednorazową – nie ma problemu z ewentualnymi poprawkami malarskimi.